# Francesco Mimbelli (D 561)

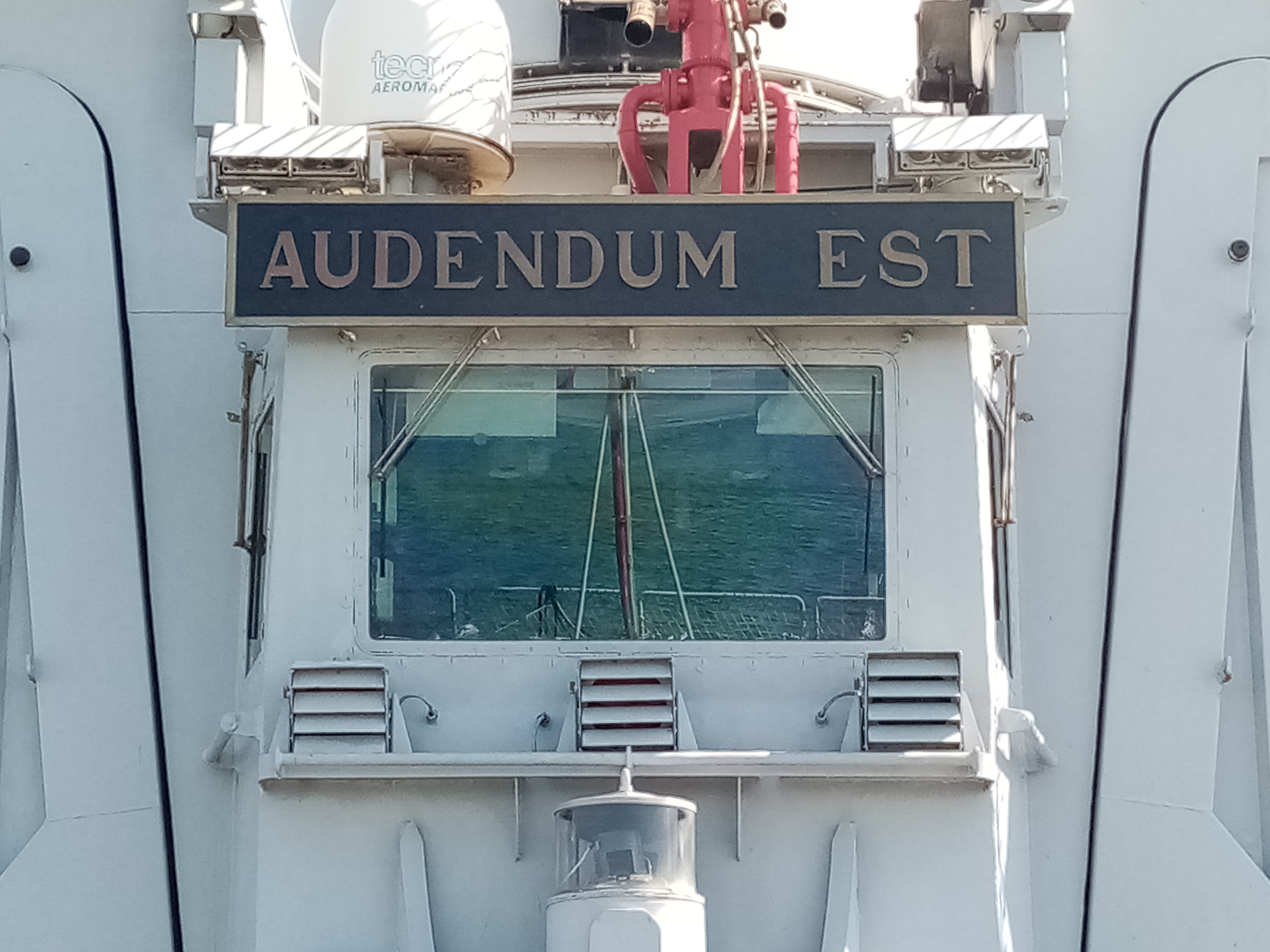
Il motto della nave

Il cacciatorpediniere lanciamissili della Marina Militare Francesco Mimbelli (D 561) è un'unità multiruolo per la lotta antiaerea, lotta antisommergibile, lotta antinave e per il bombardamento a lungo raggio.

## Caratteristiche
Conta un equipaggio di 377 persone (di cui il 10% femminile). Lo scafo è a ponte continuo con due blocchi di sovrastrutture che inglobano i due fumaioli, con la zona poppiera occupata per una lunghezza di circa 25 metri dal ponte di volo e per una lunghezza di 18m dall'hangar che può accogliere due elicotteri. La forma dello scafo e due coppie di stabilizzatori assicurano una notevole riduzione del rollio.
La nave è dotata di armamento, consistente e differenziato che la rende idonea ad assolvere molteplici compiti fondamentali: in primis la difesa aerea di zona, concorrendo non solo alla protezione di formazioni navali e di convogli, ma anche alla difesa aerea nazionale e NATO. Inoltre il suo armamento la rende idonea al contrasto di unità subacquee e di superficie, al supporto di operazioni anfibie e all’impiego nel bombardamento costiero ed è adatta quale sede di comando complesso, compito svolto in più occasioni.
Durante l’ultima sosta lavori, effettuata tra il 2006 e il 2009, ha subito un notevole processo di ammodernamento con la sostituzione di più componenti del Sistema di Combattimento che ha comportato un incremento delle prestazioni in termini di capacità di elaborazione e di calcolo.

## Storia
La nave porta il nome di Francesco Mimbelli, medaglia d'oro al valor militare della seconda guerra mondiale. La costruzione dell'unità, iniziata nel 1989, è avvenuta nel cantiere navale di Riva Trigoso; la nave è stata varata il 13 aprile 1991 ed è stata consegnata alla Marina Militare il 18 ottobre 1993.
L'unità ha come gemella la nave Durand de la Penne. Le due unità erano state varate con i nomi Animoso e Ardimentoso, riprendendo i nomi di due torpediniere della classe Ciclone della Regia Marina, che operarono nel corso della seconda guerra mondiale. Con la morte di Durand de la Penne, avvenuta durante la fase dell'allestimento, venne invece deciso di intitolare le unità a questi due eroi di guerra e il 10 giugno 1992 Nave Ardimentoso ha preso il nome da Francesco Mimbelli.
Nave Mimbelli è alle dipendenze del Comando della 2ª Divisione Navale di Taranto; il suo porto di assegnazione è Taranto presso la nuova Stazione Navale Mar Grande.
Nave Mimbelli ha preso parte a numerose attività addestrative sia in ambito nazionale che internazionale.
Dal 31 gennaio 2003 al 1º giugno 2003 ha preso parte in qualità di nave comando della Task Force 150 all'operazione Resolute Behaviour- Enduring Freedom per il controllo del traffico aeronavale ed attività di scorta ad unità mercantili e militari in transito da e per lo stretto di Bab el-Mandeb.
Dal 4 al 10 aprile 2005, in occasione dei funerali di papa Giovanni Paolo II ha preso parte all’operazione Grande Evento Jupiter 2005.
Dopo i lavori di ammodernamento svolti tra il 2006 e il 2009, dal 22 febbraio al 1º marzo 2011, nell’ambito della crisi libica, ha svolto compiti di presenza e sorveglianza, evacuando il 28 febbraio, 300 civili dal porto libico di Marsa El Brega.
Dal 7 febbraio al 19 agosto 2014 ha preso parte, inserita nella Task Force 508 della Standing NATO Maritime Group all'Operazione Ocean Shield per il contrasto alla pirateria nel Golfo di Aden e nell'Oceano Indiano.
Dal 29 luglio al 30 settembre 2015, e dal 27 dicembre 2015 al 18 febbraio 2016 ha preso parte all'Operazione Mare Sicuro, alle dipendenze del Comando del Terzo Gruppo Navale, per la protezione degli interessi nazionali in Mediterraneo Centrale e Mar Libico, contribuendo a salvare la vita di circa 3700 migranti.
Dal 19 settembre al 4 Novembre e dal 26 dicembre 2016 al 14 gennaio 2017 ha preso parte, in qualità Nave Comando, all'Operazione Mare Sicuro, operando alle dipendenze del Comando della Prima Divisione Navale, durante il primo periodo, e del Comando delle Forze da Pattugliamento per la Sorveglianza e la Difesa costiera nel secondo periodo.
Dal 22 al 29 maggio 2017, ha partecipato all’Operazione NAXOS, in qualità di Nave Comando della Componente marittima ed Unità di Difesa aerea, integrandosi con le altre FF.AA. e Forze di polizia nel dispositivo interministeriale preposto alla cornice di sicurezza durante il G7 che si è tenuto a Taormina.

## Cronotassi dei comandanti
| Grado                | Nome e Cognome               | Periodo                       |
| -------------------- | ---------------------------- | ----------------------------- |
| Capitano di Vascello | Giuseppe Lertora             | dal 19.10.1993 al 18.10.1994  |
| Capitano di Vascello | Michele De Pinto             | dal 19.10.1994 al 11.08.1996  |
| Capitano di Vascello | Salvatore Cervone            | dal 12.08.1996 al 24.09.1998  |
| Capitano di Vascello | Raffaele Caruso              | dal 25.09.1998 al 14.10.1999  |
| Capitano di Vascello | Pierluigi Rosati             | dal 15.10.1999 al 15.10.2000  |
| Capitano di Vascello | Paolo Ferrarese              | dal 16.10.2000 al 15.10.2001  |
| Capitano di Vascello | Emilio Foltzer               | dal 16.10.2001 al 15.10.2002  |
| Capitano di Vascello | Eduardo Serra                | dal 16.10.2002 al 15.10.2003  |
| Capitano di Vascello | Nicola De Felice             | dal 16.10.2003 al 22.10.2004  |
| Capitano di Vascello | Ruggiero Di Biase            | dal 23.10.2004 al 23.10.2005  |
| Capitano di Vascello | Edoardo Compiani             | dal 24.10.2005 al 23.10.2006  |
| Capitano di Vascello | Enrico Credendino            | dal 24.10.2006 al 23.10.2007  |
| Capitano di Vascello | Gregorio Lizzio              | dal 24.10.2007 al 07.09.2009  |
| Capitano di Vascello | Andrea Romani                | dal 08.09.2009 al 07.09.2010  |
| Capitano di Vascello | Alberto Rutteri              | dal 08.09.2010 al 07.09.2011  |
| Capitano di Vascello | Gianluca Galasso             | dal 08.09.2011 al 11.09.2012  |
| Capitano di Vascello | Giuliano Biggi               | dal 12.09.2012 al 20.10.2013  |
| Capitano di Vascello | Davide Berna                 | dal 21.10.2013 al 20.10.2014  |
| Capitano di Vascello | Andrea Bocchieri             | dal 21.10.2014 al 30.06.2016  |
| Capitano di Vascello | Lorenzano Di Renzo           | dal 01.07.2016 al 10.07.2017  |
| Capitano di Vascello | Massimiliano Lauretti        | dall'11.07.2017 al 14.10.2018 |
| Capitano di Vascello | Pietro Gentile               | dal 15.10.2018 al 14.10.2019  |
| Capitano di Vascello | Cristo Salvatore Traetta     | dal 15.10.2019 al 14.10.2020  |
| Capitano di Vascello | Giuseppe Massimiliano Aletta | dal 15.10.2020 al 14.10.2021  |
| Capitano di Vascello | Marco Antoniazzi             | dal 15.10.2021 al 24.09.2022  |
| Capitano di Vascello | Massimiliano Carrino         | dal 25.09.2022 - in carica    |

## Galleria d'immagini

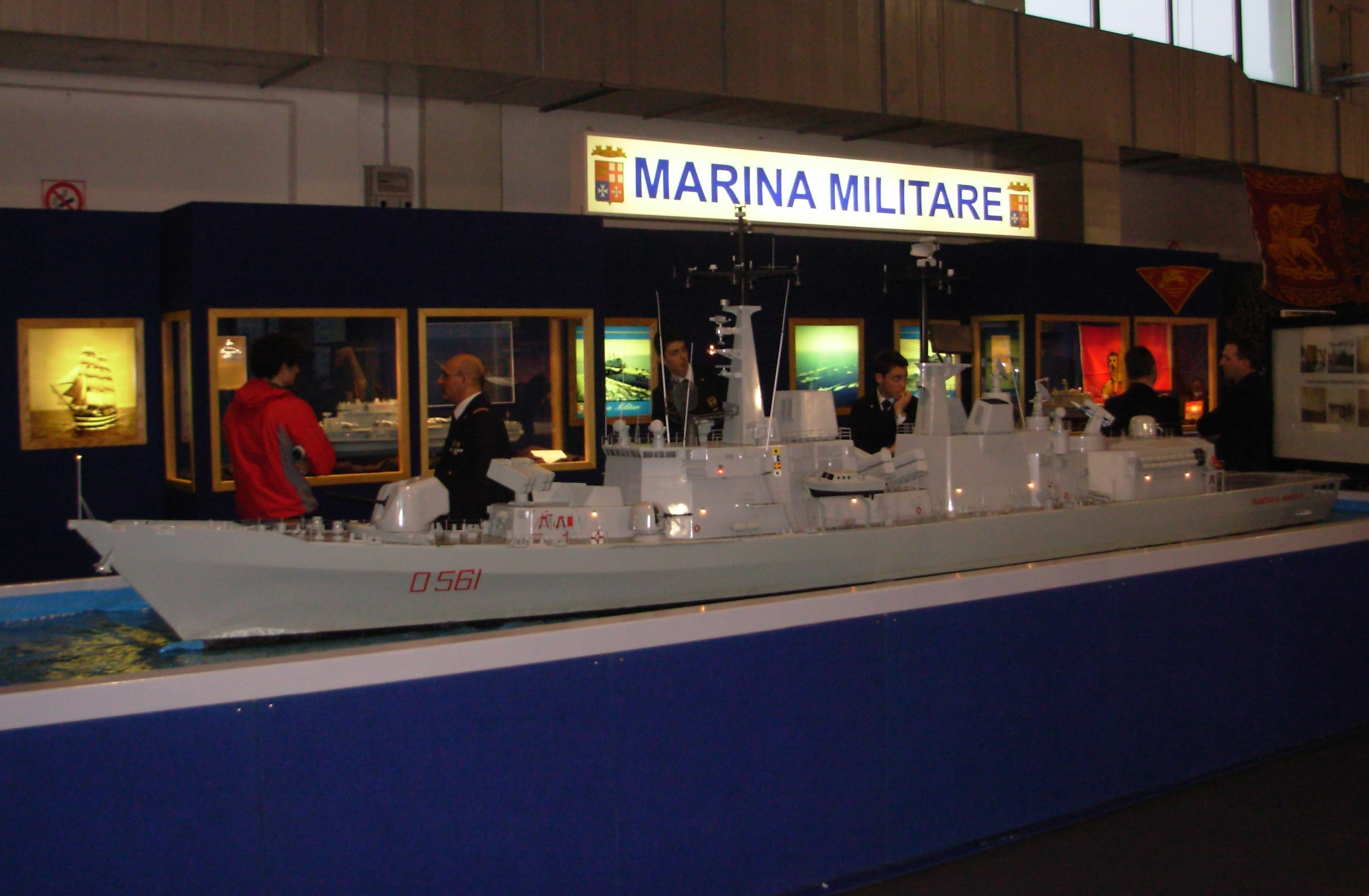
Modello del Francesco Mimbelli al Salone nautico di Venezia
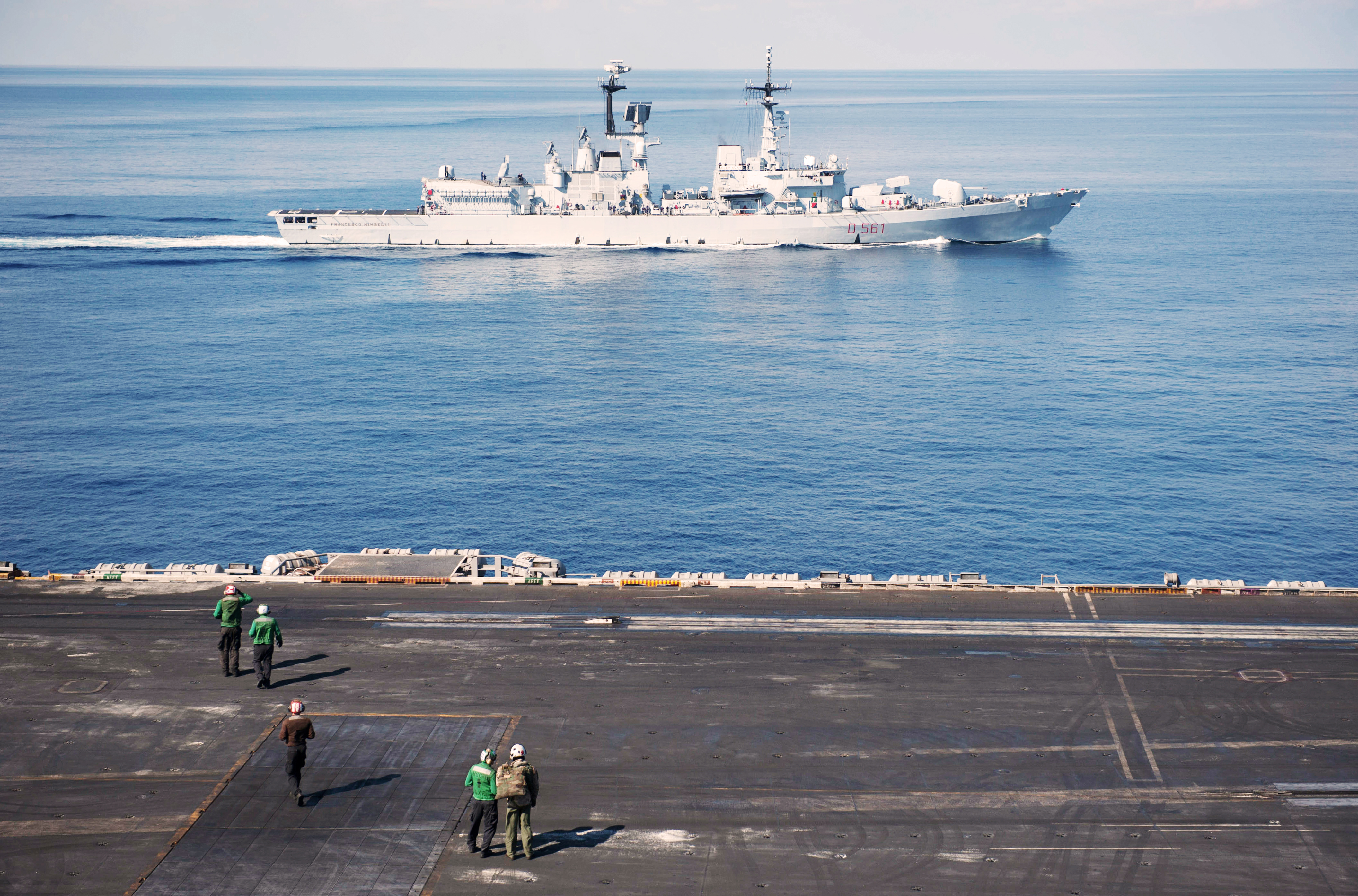
La nave in esercitazione nel Mediterraneo nell'ottobre 2013
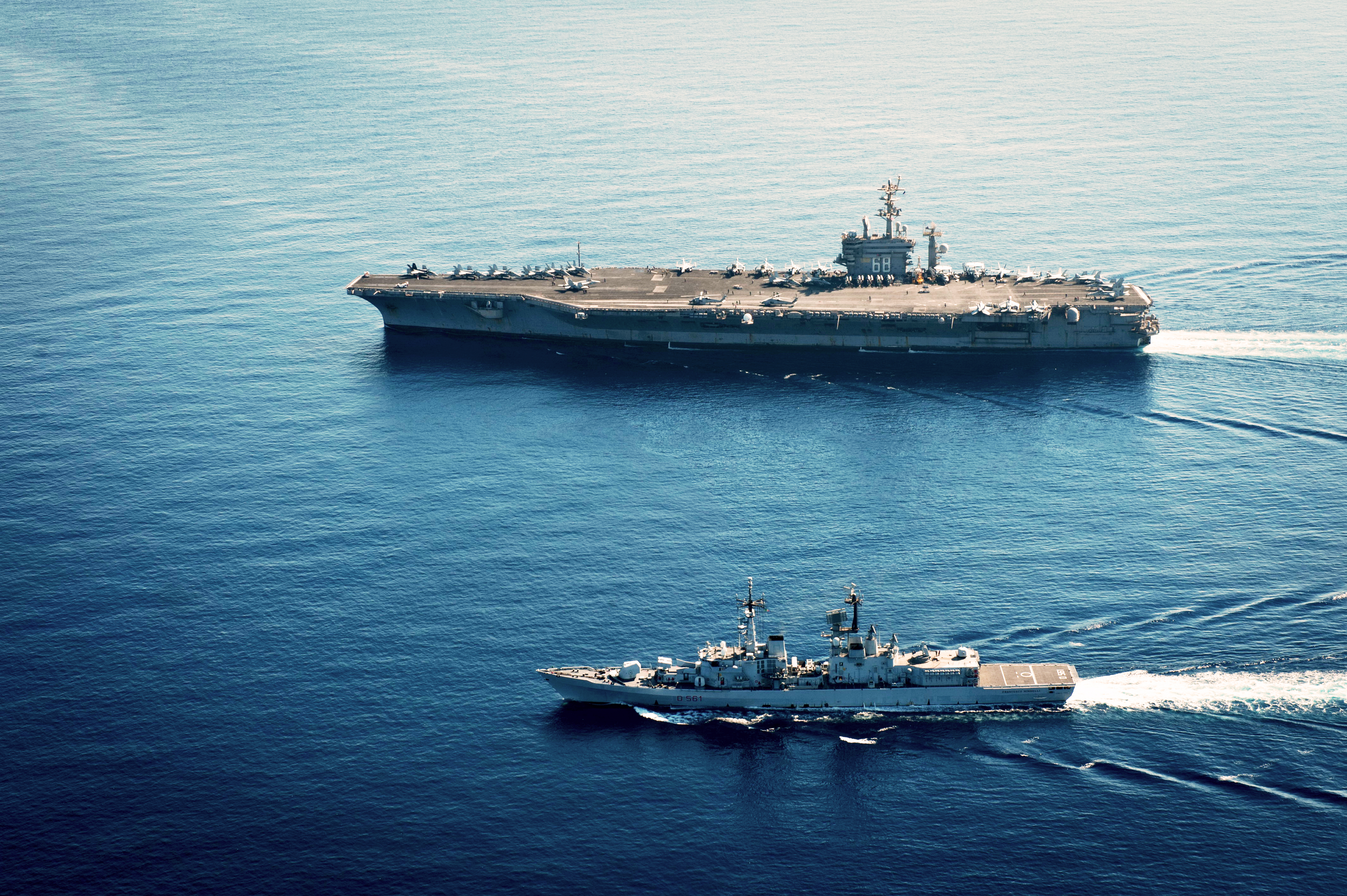
La nave in esercitazione nel Mediterraneo con la portaerei americana Nimitz
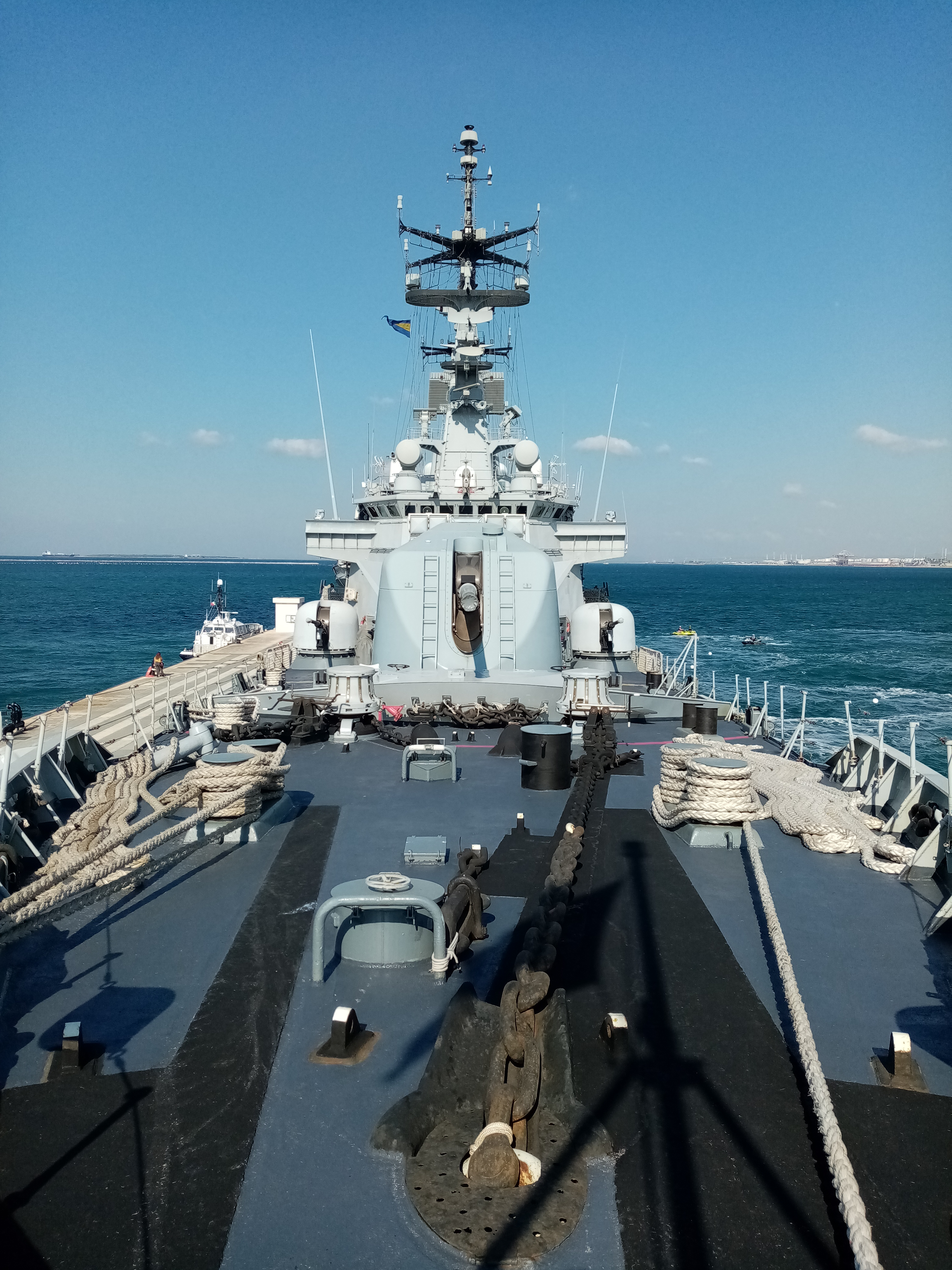
Prora di Nave Francesco Mimbelli (D561)
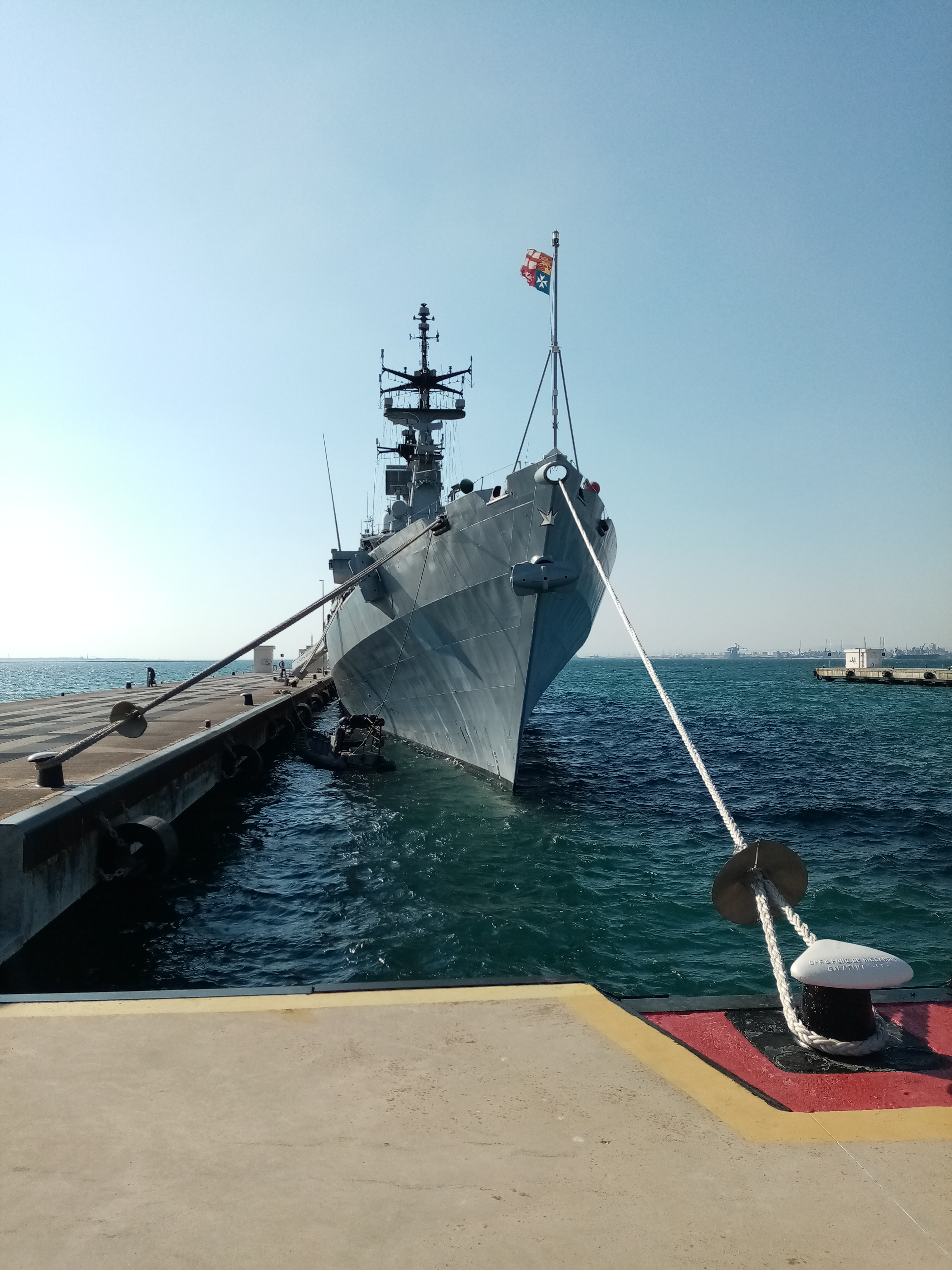
Nave Francesco Mimbelli (D561) all'ormeggio presso la Stazione Navale Mar Grande per il Navy Family Day del 14 settembre 2019